# Sodexo
Sodexo er en fransk multinational catering- og facility management-virksomhed. I 2019 havde de 428.237 ansatte og de var tilstede i 80 lande.
Sodexo leverer til private virksomheder, statslige institutioner, uddannelse, sundhedssektoren, forsvar og fængsler.
Virksomheden blev etableret i 1966 af Pierre Bellon i Marseille. Oprindeligt servicerede virksomheden restauranter, skoler og hospitaler under navnet Société d'Exploitation Hotelière.